# Calymniodes conchylis
Calymniodes conchylis är en fjärilsart som beskrevs av Achille Guenée 1852. Calymniodes conchylis ingår i släktet Calymniodes och familjen nattflyn. Inga underarter finns listade i Catalogue of Life.